# Wilhelm Christopher Christophersen
Wilhelm Christopher Christophersen   (Brevik, 15 de desembre de 1832 - Christiania, 26 de juliol de 1913) fou un diplomat noruec, conegut per les seves contribucions en facilitar la dissolució de la unió entre Noruega i Suècia el 1905 i més endavant al Ministeri d'Afers Exteriors.

## Biografia
Wilhelm Christophersen nasqué a Brevik a Telemark, Noruega. Era fill d'un oficial de fronteres de la ciutat, era un germà de Christian Christophersen i Peter Christophersen i el besoncle d'Erling Christophersen. El juny de 1876, es va casar amb la ciutadana sueca Berta Alexandra Juliane Carola Juhlin-Dannfelt (1856–1943).
Va obtenir el seu examen artium el 1850. Després d'un breu període com a tutor privat als Països Baixos, Christophersen començà estudis de dret a la Universitat Reial Frederick (actualment Universitat d'Oslo) el 1953, i es graduà el 1857. Treballà com a professor d'idiomes per tal de finançar els estudis.
Des del 1857, treballà al Ministeri d'Auditoria, però el 1859 va ser reassignat a la oficina d'afers comercials i consulars del Ministeri de l'Interior a causa de les seves habilitats lingüístiques. El 1864 va ser transferit al servei exterior sueconoruec. Va ser cònsol a Barcelona des del 1864 i a Buenos Aires del 1868 al 1870, i cònsol general en aquesta ciutat fins al 1878. Després d'assegurar-se el títol de cònsol general, va ser assignat a París; Leith, Escòcia; i Anvers. Després de la dissolució de la unió entre Noruega i Suècia el 1905, va romandre a Antwerp amb el mateix càrrec, però pel govern de Noruega.
El març de 1908 va ser nomenat com a ministre d'afers exteriors al primer govern de Gunnar Knudsen, on va servir fins al febrer de 1910, quan el govern va dimitir.

## Llegat
Com a professional en el camp dels afers exteriors de Suècia i Noruega, la seva carrera es va veure limitada per la manca de connexions familiars i de recursos econòmics. Com que havia participat en la comissió d'estudi d'un cos consular separat per Noruega, així com en altres comitès, va perdre la confiança d'Òscar II de Suècia.
Com a cònsol, va tenir assolir les següents fites:
- El 1884-1885, actuant com a emissari plenipotenciari ad hoc a Mèxit per Suècia-Noruega, va aconseguir l'alliberament d'un vaixell noruec i va negociar un acord comercial entre Mèxic i el regne que representava.
- També va negociar acords comercials limitats a Noruega (i no Suècia) amb Espanya el 1893 i amb Suïssa el 1894.

Com a ministre d'afers exteriors, el seu coneixement profund i experiència de camp en els afers consulars el van fer particularment capacitat per construir una organització de servei exterior per servir els interessos econòmics de Noruega. També va treballar per reconciliar les relacions entre Noruega i Suècia. La seva dona era sueca, filla d'un diplomàtic suec.
Va acceptar la posició de ministre d'afers exteriors amb la condició que pogués tornar al seu càrrec de cònsol general a Anvers. En canvi, se li va atorgar una pensió adequada i va romandre a Noruega.